# 錢天胤
錢天胤（1572年—1611年），字延之，號定斋，浙江嘉興府嘉善縣人。明朝政治人物。

## 生平
县学生。治《书经》。行二，隆庆壬申（1572年、官年）九月十九日生。万历十六年（1588年）戊子科浙江乡试第五十六名，年三十中式萬曆二十九年（1601年）辛丑科会试第二百二十七名，廷試三甲第二百三名進士。禮部觀政，三十一年授湖广攸县知县，三十四年充本省同考，三十八年升工部主事，本年補兵部车驾司主事，三十九年卒。

## 家族
曾祖錢光（卫经历），祖錢南土（连江县主簿），父錢承恩，廪生。前母沈氏，母袁氏。永感下。兄天爵、天锡，弟天与。娶卞氏，继娶李氏。